# Jindřich I. de Guise
Jindřich I. Lotrinský, vévoda z Guise, řečený Zjizvený (31. prosince 1550, Joinville – 23. prosince 1588, zámek Blois) byl nejstarším synem Františka z Guise a Anny z Este. Byl příslušníkem vévodského rodu Guise, jedné z nejvlivnějších francouzských šlechtických rodin své doby, která byla příbuzensky spjata s Bourbony (Jindřichovým pradědečkem byl František z Bourbonu) a tím vzdáleně i s královským rodem Kapetovců. Jindřich se stal vůdcem Katolické ligy za francouzských náboženských válek 16. století. Je považován z jednoho z možných organizátorů vraždy admirála de Colignyho, která vedla k masakru hugenotů v roce 1572. Sám Jindřich de Guise byl rovněž zavražděn, a to na příkaz krále Jindřicha III.

## Mládí

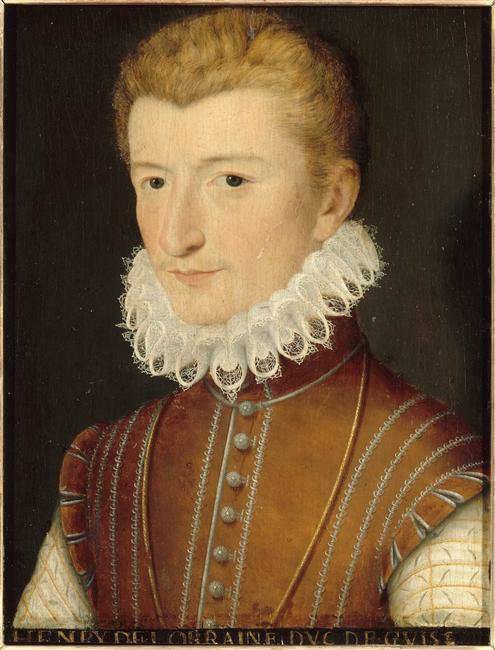
Mladý vévoda de Guise (kolem 1570)

Již ve třinácti letech se zúčastnil obléhání města Orléans, před kterým hugenotský šlechtic zabil jeho otce. Právě zde se pravděpodobně pod vlivem prožitého zrodila jeho celoživotní nesmiřitelná zášť vůči hugenotům. V témže roce zdědil po otci vévodský titul a funkci nejvyššího hofmistra krále (Grand Maître de France). Jako patnáctiletý bojoval v Uhrách proti vojsku tureckého sultána. Po návratu do vlasti se stal významným představitelem katolické strany ve francouzských náboženských sporech.
V letech 1567–1572 bojoval v bitvách u Saint-Denis a Jarnacu. V bitvě u Moncontouru ubránil město Poitiers proti admirálu Colignymu. Nebyl příznivcem uzavření míru s hugenoty, k němuž došlo v Saint-Germain, již z toho důvodu, že jím nenáviděný admirál Coligny se svými přáteli po jeho sjednání získával stále větší vliv u francouzského dvora. Vliv Colignyho natolik rostl, že se Jindřich de Guise rozhodl spojit s Kateřinou Medicejskou, bigotní katolickou francouzskou královnou. Měl poměr s její dcerou Markétou a roku 1570 se dokonce ucházel o její ruku, ale neuspěl a upadl v nemilost, král Karel IX. jej chtěl nechat zavraždit. Sňatkem s Kateřinou Klévskou, kmotřenkou Kateřiny Medicejské, se však opět rehabilitoval.
Vítězství konzervativních katolických Španělů roku 1571 nad Turky v bitvě u Lepanta začalo posilovat katolicismus ve Francii a zdálo se být určitým signálem k akci. Kateřina Medicejská, sama katolička, se obávala posílení vlivu hugenotů, a proto se rozhodla znesvářené strany uklidnit sňatkem své dcery Markéty s hugenotem Jindřichem Navarrským. Kateřina byla dobře informovaná, věděla, že Jindřich Navarrský, ač hugenot, není náboženským fanatikem a byl by v budoucnu ochoten podpořit kompromisní náboženskou politiku.
Sňatek Markéty a Jindřicha se měl uskutečnit v srpnu roku 1572. V průběhu příprav na tuto svatbu, kterou měli katolíci s hugenoty ve Francii dosáhnout určité formy smíru, se však Coligny spolu s hugenotskými povstalci začali připravovat na tažení proti Španělům do Nizozemska. Admirál Coligny chtěl navíc u krále získat podporu francouzských vojsk. Tato situace byla jak pro Jindřicha de Guise, tak pro Kateřinu Medicejskou nepřijatelná. Jediná možnost, jak dostat manipulovatelného krále Karla IX. z vlivu Colignyho, byla fyzická likvidace admirála.

## Sektářské násilí
Dne 22. srpna 1572, v době všeobecného veselí, kdy se v Paříži shromáždil výkvět hugenotské šlechty, se nejspíš na příkaz Jindřicha de Guise pokusil jeden z jeho nohsledů o vraždu admirála Colignyho. Atentátník vystřelil na Colignyho, avšak velmi nepřesně – admirál byl postřelen do ramene. Situace se vyostřila, mezi hugenoty a katolíky to jiskřilo, král Karel IX. osobně navštívil postřeleného Colignyho, jež mu vyložil, že tento atentát je prací Guisů.
Za této situace byla Kateřina Medicejská i její syn Jindřich, vévoda z Anjou, ochotni přistoupit na plán, s nímž si Jindřich de Guise pohrával, a jež je i „nejznámějším“ jeho počinem – do dějin vstoupil pod názvem Bartolomějská noc.
Karel IX., snadno manipulovatelný a zmatený král, dal souhlas k úderu. Cílem celé akce bylo vyhladit hugenotské spiknutí a vhodně s tím i některé nepohodlné katolické předáky. V noci z 24. na 25. srpna 1572 byly domy hugenotů, kteří měli být povražděni i s dětmi a veškerým služebnictvem, označeny před dveřmi bílými kříži. Pařížská lůza zfanatizovaná kázáním katolických kněží placených Guisem si měla našít na rameno pruh bílé látky, aby se v noci navzájem nepobila. Na znamení zvonu kostela Saint-Germain-l'Auxerrois vrazil Jindřich de Guise do domu, kde Coligny v Paříži přebýval a kde čekali vrazi. Admirál byl zabit a vyhozen z okna na dvůr domu. Když se de Guise ujistil, že je Coligny doopravdy mrtev, vydal se na krvavou jízdu noční Paříží.
Útok na bezbranné svatební hosty trval do dopoledních hodin 25. srpna 1572. Rozsah akce byl ohromný, Jindřich de Guise měl městskou radou sestavený seznam více než 3000 hugenotů a s nimi se paktujících katolíků. Valná většina padla za oběť brutální jízdě katolických vrahů. Muži, ženy i děti byli buď ubiti na místě a nebo ještě zaživa vláčeni k řece Seině, kam se všechna těla házela. Jediní, kdo byli ušetřeni, byli Jindřich Navarrský, pozdější francouzský král, a Ludvík de Condé. Oba pod nátlakem ještě v noci přestoupili ke katolictví.
Španělský král Filip II. či papež Řehoř XIII. tento vývoj přijali s nadšením a náležitě oslavili.

## Katolická liga
10. října 1575 byl Jindřich de Guise v bitvě u Dormansu zraněn v obličeji a od té doby byl znám jako „Le Balafré“, do češtiny přeloženo „Zjizvený“. Stal se z něj neohrožený oponent hugenotů a významná osoba – roku 1576 zformoval „Katolickou ligu“.
Katolická liga byla vyjádřením Jindřichova nesouhlasu s dalším ujednáním míru s hugenoty v Beaulieu. Jindřichův politický talent, neohroženost a sžíravá touha po (z jeho pohledu) čisté víře kontrastovaly s neschopností a slabostí stále ještě panujícího krále Jindřicha III.
Guise, u nějž se spekulovalo o tom, že je potomkem Karla Velikého, si začal brousit zuby na francouzský trůn. Rozhořela se válka tří Jindřichů – Jindřicha III., stávajícího krále (nastoupil po smrti bratra Karla IX. v roce 1574], Jindřicha de Guise a Jindřicha Navarrského, pozdějšího krále Jindřicha IV. Guise velmi vypočítavě bojoval za nástupnictví Karla Bourbonského. Viděl v něm loutku, která mu později pomůže na trůn.
Král Jindřich III. si dobře uvědomoval, že nemá sílu na vedení války a chtěl rozhodnutí nechat na generálních stavech. Svolal je na zámku Blois. Ovšem záhy pochopil, že i zde budou mít přívrženci Katolické ligy a vévody de Guise převahu. Navíc zjistil, že se Jindřich de Guise proti němu tajně domlouvá se španělským králem Filipem II., který finančně podporoval vojska Guisových katolíků. Jindřich III. se rozhodl nechat mocného vévodu de Guise zavraždit. Spolehl se na kruh jemu oddaných 45 gaskoňských mladých šlechticů a v roce 1588 vydal příkaz k jeho zavraždění. Král tak sám, byť z jiných důvodů, potrestal strůjce Bartolomějské noci.
Jindřich zemřel dýkou na zámku Blois 23. prosince 1588. Spolu s ním byl zavražděn i jeho bratr Ludvík. Hugenoti došli alespoň malého zadostiučinění za události v roce 1572. Kateřina Medicejská neunesla psychický tlak, jenž na ní vyvinul Karel Bourbonský a jiní šlechtici postižení smrtí Guisů, a tři týdny po vraždě Jindřicha de Guise zemřela také.

## Rodina
4. října 1570, ve svých 20 letech, se oženil s o dva roky starší Kateřinou Klévskou. Za osmnáct let manželství spolu měli spolu 14 dětí, žádný porod nebyl vícečetný. První syn Karel, jenž se stal jeho nástupcem, se narodil hned roku 1571. Třináctá dcera Ludvíka Markéta se narodila 1588 a pohrobek František Alexandr se narodil ještě 7. února 1589. Je silně pravděpodobné, že nebýt Jindřichova zavraždění, nebyl by František Alexandr jeho posledním potomkem.
Manželé spolu měli po prvorozeném synu Karlovi v roce 1572 syna Jindřicha, který zemřel ve dvou letech věku. 3. listopadu 1573 zemřela při porodu dcera Kateřina. V roce 1575 se narodil Ludvík, pozdější Ludvík III., kardinál de Guise, remešský arcibiskup. 1. ledna 1576 další syn, v pramenech uváděný rovněž jako Karel, zemřel při porodu. Dcera Marie, narozená 1577, zemřela jako pětiletá. V roce 1578 se narodil Claude, pozdější vévoda de Chevreuse. V roce 1579 se narodila dcera Kateřina, která zemřela rovněž v raném věku. V roce 1580 zemřela manželům při porodu dcera Kristýna. Devátý syn František, narozený v roce 1581, zemřel jako jednoletý. Dcera Renata, narozená 1585, se dožila dospělosti a zemřela v roce 1626 v Remeši, kde byl její bratr Ludvík až do své smrti v roce 1621 arcibiskupem. Renata se stala jeptiškou řádu sv. Petra. Jana, narozená 1586, sice zemřela až v roce 1636, ale byla rovněž nevěstou boží, jeptiškou v Jouarre. Pak v roce 1588 následovala Ludvíka Markéta, která se později provdala za Františka, prince z Conti. 7. února 1589 se narodil pohrobek František Alexandr. František Alexandr zemřel ve 24 letech, byl rytířem maltézského řádu.
Jindřich de Guise hleděl do hrobu svým sedmi dětem, jeho žena Kateřina Klévská se dožila na svou dobu úctyhodných 85 let a přežila 11 svých dětí. Zemřela v roce 1633. Přežil ji jen prvorozený Karel z Guise, Claude, vévoda z Chevreuse, a Jana, jeptiška v Jouarre.

## Potomci
1. Karel z Guise (1571–1640), vévoda z Guise, ⚭ 1611 Henrietta de Joyeuse (1585–1656)
2. Jindřich (1572–1574)
3. Kateřina (*/† 1573)
4. Ludvík III. (1575–1621), remešský arcibiskup
5. Karel (*/† 1576)
6. Marie (1577–1582)
7. Claude z Chevreuse (1578–1657) ⚭ 1622 Marie de Rohan (1600–1679)
8. Kateřina (*/† 1579)
9. Kristýna (*/† 1580)
10. Františka (1581–1582)
11. Renata (1585–1626), abatyše ze St. Pierre
12. Johana (1586–1638), abatyše v Jouarre
13. Luisa Markéta Lotrinská (1588–1631)
⚭ 1605 František Bourbon-Conti (1558–1614), kníže z Conti
⚭ François de Bassompierre (1579–1646)
14. František Alexandr (1589–1614), člen Maltézských rytířů

## Vývod z předků
|                      |                       |  |                    |                         |  |  |  |  |  |  |  | Fridrich II. z Vaudémontu |
|                      |                       |  |                    |                         |  |  |  |  |  |  |  |                           |
|                      | René II. Lotrinský    |  |                    |                         |  |  |  |  |  |  |  |                           |
|                      |                       |  |                    |                         |  |  |  |  |  |  |  |                           |
|                      |                       |  |                    | Jolanda Lotrinská       |  |  |  |  |  |  |  |                           |
|                      |                       |  |                    |                         |  |  |  |  |  |  |  |                           |
|                      | Klaudius de Guise     |  |                    |                         |  |  |  |  |  |  |  |                           |
|                      |                       |  |                    |                         |  |  |  |  |  |  |  |                           |
|                      |                       |  |                    | Adolf z Guelders        |  |  |  |  |  |  |  |                           |
|                      |                       |  |                    |                         |  |  |  |  |  |  |  |                           |
|                      | Filipa z Guelders     |  |                    |                         |  |  |  |  |  |  |  |                           |
|                      |                       |  |                    |                         |  |  |  |  |  |  |  |                           |
|                      |                       |  |                    | Kateřina Bourbonská     |  |  |  |  |  |  |  |                           |
|                      |                       |  |                    |                         |  |  |  |  |  |  |  |                           |
|                      | František de Guise    |  |                    |                         |  |  |  |  |  |  |  |                           |
|                      |                       |  |                    |                         |  |  |  |  |  |  |  |                           |
|                      |                       |  |                    | Jan VIII. z Vendôme     |  |  |  |  |  |  |  |                           |
|                      |                       |  |                    |                         |  |  |  |  |  |  |  |                           |
|                      | František z Vendôme   |  |                    |                         |  |  |  |  |  |  |  |                           |
|                      |                       |  |                    |                         |  |  |  |  |  |  |  |                           |
|                      |                       |  |                    | Isabela de Beauvau      |  |  |  |  |  |  |  |                           |
|                      |                       |  |                    |                         |  |  |  |  |  |  |  |                           |
|                      | Antoinette Bourbonská |  |                    |                         |  |  |  |  |  |  |  |                           |
|                      |                       |  |                    |                         |  |  |  |  |  |  |  |                           |
|                      |                       |  |                    | Petr II. Lucemburský    |  |  |  |  |  |  |  |                           |
|                      |                       |  |                    |                         |  |  |  |  |  |  |  |                           |
|                      | Marie Lucemburská     |  |                    |                         |  |  |  |  |  |  |  |                           |
|                      |                       |  |                    |                         |  |  |  |  |  |  |  |                           |
|                      |                       |  |                    | Markéta Savojská        |  |  |  |  |  |  |  |                           |
|                      |                       |  |                    |                         |  |  |  |  |  |  |  |                           |
| Jindřich I. de Guise |                       |  |                    |                         |  |  |  |  |  |  |  |                           |
|                      |                       |  |                    |                         |  |  |  |  |  |  |  |                           |
|                      |                       |  | Herkules I. d'Este |                         |  |  |  |  |  |  |  |                           |
|                      |                       |  |                    |                         |  |  |  |  |  |  |  |                           |
|                      | Alfons I. d'Este      |  |                    |                         |  |  |  |  |  |  |  |                           |
|                      |                       |  |                    |                         |  |  |  |  |  |  |  |                           |
|                      |                       |  |                    | Eleonora Neapolská      |  |  |  |  |  |  |  |                           |
|                      |                       |  |                    |                         |  |  |  |  |  |  |  |                           |
|                      | Herkules II. d'Este   |  |                    |                         |  |  |  |  |  |  |  |                           |
|                      |                       |  |                    |                         |  |  |  |  |  |  |  |                           |
|                      |                       |  |                    | Alexandr VI.            |  |  |  |  |  |  |  |                           |
|                      |                       |  |                    |                         |  |  |  |  |  |  |  |                           |
|                      | Lucrezia Borgia       |  |                    |                         |  |  |  |  |  |  |  |                           |
|                      |                       |  |                    |                         |  |  |  |  |  |  |  |                           |
|                      |                       |  |                    | Vannozza dei Cattanei   |  |  |  |  |  |  |  |                           |
|                      |                       |  |                    |                         |  |  |  |  |  |  |  |                           |
|                      | Anna d'Este           |  |                    |                         |  |  |  |  |  |  |  |                           |
|                      |                       |  |                    |                         |  |  |  |  |  |  |  |                           |
|                      |                       |  |                    | Karel Orléanský         |  |  |  |  |  |  |  |                           |
|                      |                       |  |                    |                         |  |  |  |  |  |  |  |                           |
|                      | Ludvík XII.           |  |                    |                         |  |  |  |  |  |  |  |                           |
|                      |                       |  |                    |                         |  |  |  |  |  |  |  |                           |
|                      |                       |  |                    | Marie Klevská           |  |  |  |  |  |  |  |                           |
|                      |                       |  |                    |                         |  |  |  |  |  |  |  |                           |
|                      | Renata Francouzská    |  |                    |                         |  |  |  |  |  |  |  |                           |
|                      |                       |  |                    |                         |  |  |  |  |  |  |  |                           |
|                      |                       |  |                    | František II. Bretaňský |  |  |  |  |  |  |  |                           |
|                      |                       |  |                    |                         |  |  |  |  |  |  |  |                           |
|                      | Anna Bretaňská        |  |                    |                         |  |  |  |  |  |  |  |                           |
|                      |                       |  |                    |                         |  |  |  |  |  |  |  |                           |
|                      |                       |  |                    | Markéta z Foix          |  |  |  |  |  |  |  |                           |
|                      |                       |  |                    |                         |  |  |  |  |  |  |  |                           |